# Palasari (Cijeruk)
Palasari is een bestuurslaag in het regentschap Bogor van de provincie West-Java, Indonesië. Palasari telt 9071 inwoners (volkstelling 2010).